# Apagada elèctrica massiva de 2025
L'apagada elèctrica massiva de 2025 va ser una interrupció general del subministrament elèctric que va afectar tota la península Ibèrica (tret de Gibraltar), inclosa Andorra, i parts del sud de França el 28 d'abril de 2025. A més, es van reportar interrupcions en serveis d'Internet al Marroc a causa de la dependència de servidors allotjats a Espanya. L'incident va començar a les 12.32 h (10.32 h UTC) i va afectar el subministrament d'electricitat, així com els serveis de telefonia mòbil i fixa, a més de la mobilitat urbana a causa de l'apagada de semàfors.

## Antecedents

### Composició de la generació elèctrica i estat de la xarxa
Diversos estudis tècnics destaquen que l'ús de fonts síncrones, que produeixen energia a la mateixa freqüència que la xarxa elèctrica (50 Hz a Europa) com l'energia nuclear o les centrals tèrmiques convencionals, aporta inèrcia elèctrica al sistema i ajuda a estabilitzar la freqüència i el voltatge davant de pertorbacions ràpides, en canvi, les fonts renovables connectades a través d'inversors electrònics no aporten inèrcia de manera natural, cosa que pot agreujar situacions d'inestabilitat si no estan compensades per tecnologies d'emmagatzematge o control avançat. Els experts havien manifestat abans de l'apagada que la ràpida expansió de l'energia eòlica i l'energia solar augmentava la pressió sobre la xarxa espanyola, que per gestionar volums tan importants de renovables, amb fluxos intermitents, necessitaria actualització, atès que les xarxes no disposen de la capacitat per a importar tota l'energia necessària per a suplir la pèrdua de generació nuclear.
En 2018 es disposava a Espanya 10.004 megawatts (MW) de potència instal·lada en centrals termoelèctriques de carbó, i 7.117 MW de centrals nuclears, un 16% de la potència instal·lada i el 9,6% de la generada a Espanya en 2018. i el Primer Govern Sánchez, ferm defensor de l'Agenda 2030 va aprovar el 2019, poc després d'arribar al poder, el Pla Nacional Integrat d'Energia i Clima (PNIEC) 2021-2030 que establia el tancament de les set centrals nuclears espanyoles esglaonadament començant per la central nuclear d'Almaraz en 2027 i acabant per la central nuclear de Trillo el 2035, preveient la generació elèctrica amb energia eòlica, solar i cicle combinat.
Les apagades de la Central nuclear de Cofrents el 29 d'octubre del 2024 amb motiu d'unes greus inundacions al País Valencià i l'aturada automàtica de la central nuclear d'Almaraz el 9 de gener de 2025 per les oscil·lacions registrades a la xarxa d'alta tensió van causar que el 10 gener de 2025, la Comissió Nacional dels Mercats i la Competència (CNMC) alertés sobre problemes per al control de tensió a la xarxa elèctrica, advertint que l'alta penetració de renovables juntament amb una demanda reduïda estava provocant elevades oscil·lacions en els nivells de tensió, i aquest fet podria desembocar en apagades.
Espanya i Portugal s'aprovisionaven elèctricament amb més del 80% a partir d'energies renovables just abans de l'apagada, amb uns sistemes elèctrics estretament vinculats entre els dos estats però pocs enllaços transfronterers amb França i la resta de la Unió Europea.

### Grans avaries anteriors
El 6 de juliol de 1977, una petita avaria en un interruptor d'alta tensió a la subestació de La Mudarra, a Valladolid, va provocar un tall d'electricitat a la major part de la península Ibèrica d'una mica més d'una hora entre les 13.15 hores i les 14.30. L'última apagada de gran impacte a les zones afectades va tenir lloc entre les 16.30 i les 17.00 hores del 24 de juliol del 2021 quan una avaria en una la línia de molt alta tensió de 40.000 volts que connecta Espanya i França va deixar sense llum centenars de milers de llars a Catalunya, Madrid, Andalusia, Extremadura, Aragó, País Basc, Navarra i Múrcia.
El 2007, una avaria va deixar sense llum gran part de la ciutat de Barcelona, durant quatre dies.
A Europa, l'anterior apagada massiva fou a Itàlia en 2003, que va afectar tota la península Itàlica durant 12 hores i part de Suïssa prop de Ginebra durant 3 hores el 28 de setembre de 2003, i va ser l'apagada més gran de la sèrie d'apagades de l'any 2003, que va implicar uns 56 milions de persones.

## Causes de l'incident

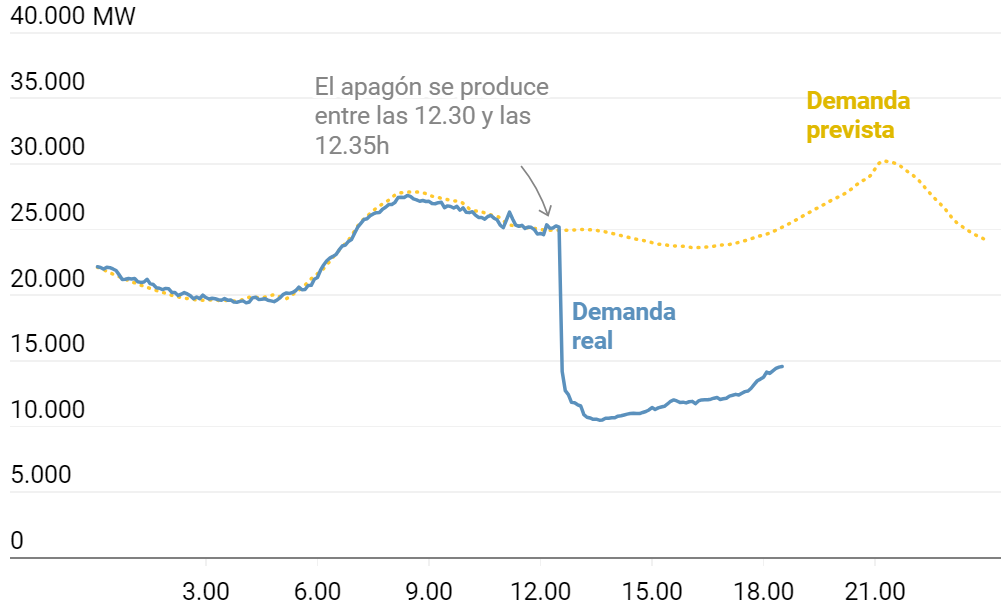
Gràfic de seguiment de la demanda elèctrica a Espanya

Des de les 9.00 del 28 d'abril hi va haver oscil·lacions a la xarxa dins dels paràmetres que contempla la normativa, fins que a les 12.03 es va produir una oscil·lació anormal, de caràcter local i per compensar-la, Red Eléctrica de España va demanar la posada en marxa d'una central al sud d'Espanya. La tensió va pujar de forma ràpida i sostinguda produint-se desconnexions en plantes de les provícies de Granada, Badajoz, Segòvia, Huelva i Sevilla provocant una reacció en cadena.
Segons Red Eléctrica, la causa de l'apagada va ser una «oscil·lació molt forta del flux de potència de xarxes». L'origen de l'incident, inicialment desconegut, va provocar la desconnexió sistemàtica de les xarxes i va requerir entre sis i deu hores per recuperar completament el sistema. Encara que es va especular sobre la possibilitat d'un ciberatac, les autoritats van preferir no confirmar cap hipòtesi sense proves.
La Comissió Europea va col·laborar en la investigació i va demanar màxima cautela. Paral·lelament, REN, l'operador portuguès, va atribuir l'apagada a un fenomen atmosfèric inusual provocat per variacions extremes de temperatura a l'interior d'Espanya. La nit del 28 d'abril, les investigacions continuaven obertes per determinar amb exactitud les causes de l'incident.

## Impacte inicial
Des del primer moment es van registrar problemes a tota la península Ibèrica. L'apagada elèctrica a Andorra va durar deu segons, fins que es va canviar tot el proveïment d’electricitat des de l'estat francès, i a Iparralde es va perdre el subministrament uns minuts, fins que la xarxa ibèrica va quedar desconnectada automàticament de la xarxa europea a les 12.38.
A Madeira, Açores, Illes Balears, Canàries, així com a Gibraltar, Ceuta i Melilla, l'apagada no va afectar directament el subministrament elèctric, ja que els sistemes elèctrics de les illes funcionen de manera independent i les ciutats autònomes tenen el seu propi subministrament. No obstant això, sí que es va veure afectada la connectivitat, amb dificultats per realitzar telefonades i accedir a serveis digitals, ja que moltes comunicacions internacionals es gestionen a través de xarxes continentals. Això va generar problemes a l'hora de contactar amb serveis d'emergència i va dificultar altres serveis de telecomunicacions.
El president espanyol, Pedro Sánchez, va convocar una reunió extraordinària del Consell de Seguretat Nacional per analitzar la situació, en un moment en què s'acabava d'aprovar la redacció d'una nova Estratègia de Seguretat Nacional.
El Centre de Coordinació Operativa de Catalunya (CECAT) es va activar immediatament i el govern de Catalunya va convocar una primera reunió del Comitè de Crisi al Palau de la Generalitat de Catalunya. Protecció Civil va activar el pla d'emergències Procicat.
El Consell de la Generalitat Valenciana, a diferència del succeït amb la Gota freda de 2024 al País Valencià va sol·licitar al Govern de l'Estat que assumís la gestió de l'emergència per l'apagada al seu territori, petició acceptada per l'Executiu central.

## Afectacions a diversos sectors

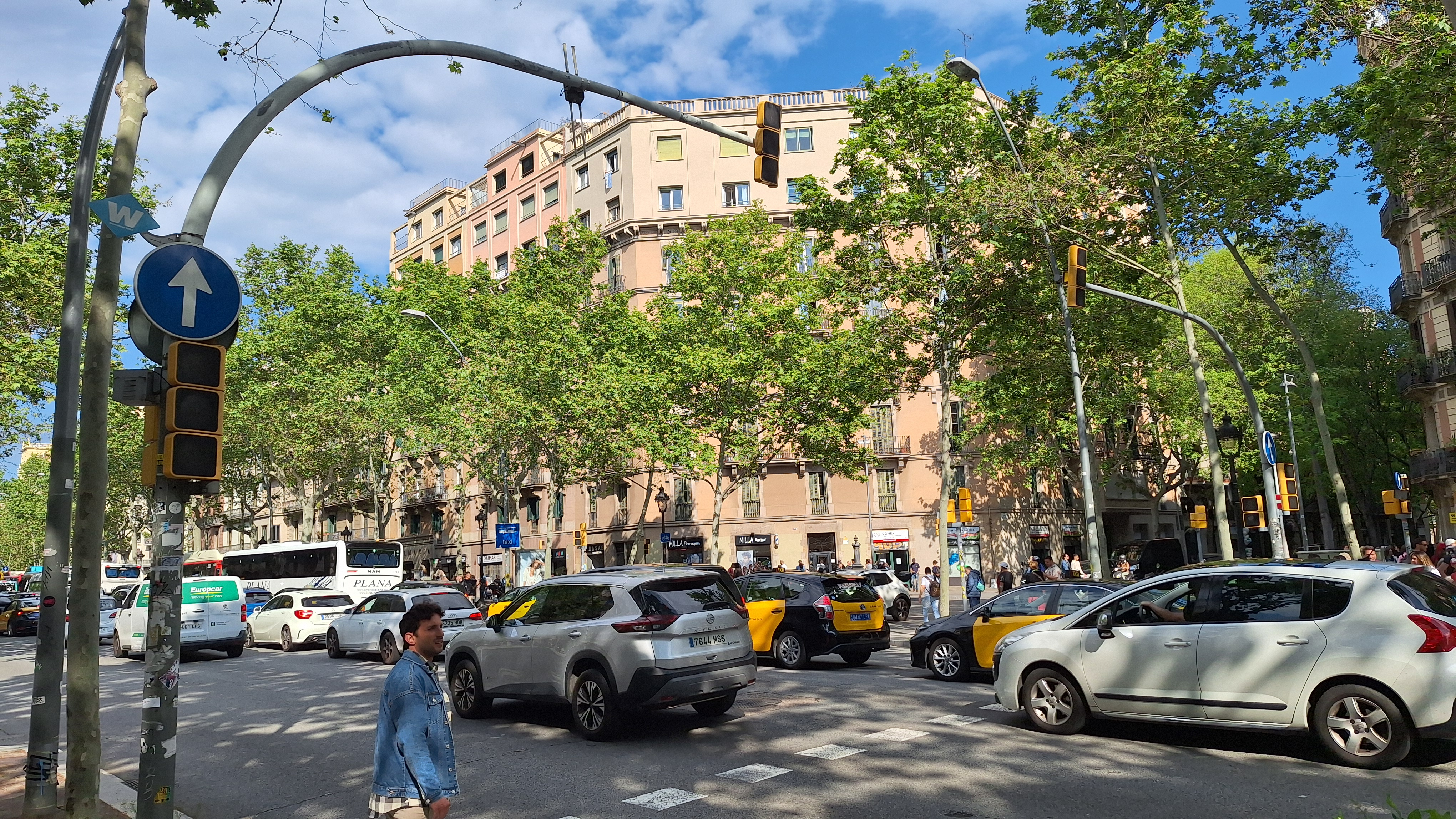
Caos circulatori a la Gran Via de Barcelona amb els semàfors apagats.

L'apagada va causar nombroses incidències en diversos sectors. L'incident va afectar els subministraments bàsics, com l'aigua en algunes àrees, els semàfors, que van deixar de funcionar en diversos llocs, i el trànsit, que es va veure alterat. A més, molts comerços van haver de tancar, els caixers automàtics van quedar fora de servei i va haver-hi limitacions en la telefonia mòbil. Es van dur a terme rescats de persones atrapades en ascensors. Malgrat aquestes alteracions, alguns serveis van continuar operant amb normalitat gràcies a l'aplicació dels plans d'autoprotecció i generadors d'emergència, com els aeroports, els hospitals, els autobusos interurbans (tot i els retards) i les escoles, que van mantenir l'activitat fins a la tarda. Les universitats van suspendre les classes fins a dates posteriors.

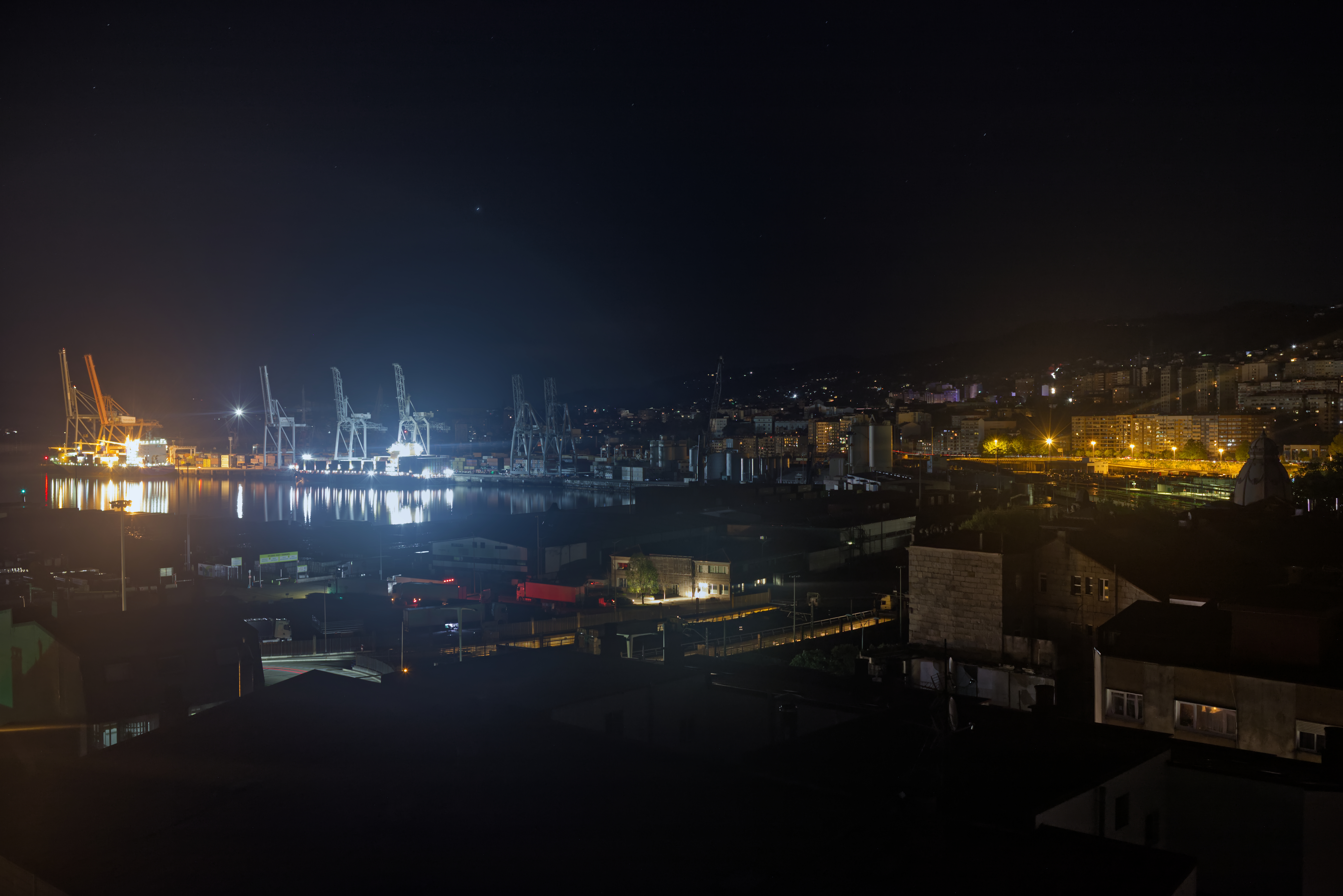
Tot i la caiguda de subministrament elèctric, nombroses instal·lacions com el Port de Vigo van poder seguir operant gràcies a l'aplicació dels plans d'autoprotecció i generadors d'emergència.

El sistema ferroviari va quedar paralitzat, incloent-hi les xarxes de rodalies i els serveis d'alta velocitat i mitjana distància, amb la previsió de reprendre's després de diversos dies. El transport públic urbà, com el metro de Barcelona, Madrid, Porto o Lisboa, es va suspendre; El tall elèctric va provocar la cancel·lació de 344 dels 6.000 vols programats a Espanya, i més de 35.000 persones van quedar atrapades en trens. Hores més tard es van restablir parcialment les seves línies, mentre que els serveis de tramvia també van operar de manera limitada.

## Restabliment del servei
La caiguda sobtada del consum elèctric va ser visible en els registres de Red Eléctrica de España, operadora pública de la xarxa elèctrica espanyola. Les causes exactes de l'apagada no es van determinar immediatament, i es va demanar evitar especulacions. A Catalunya, el servei es va recuperar parcialment a partir de mitja tarda del 28 d'abril, especialment a l'àrea metropolitana de Barcelona i diverses comarques de Girona. A les 21 h, el subministrament s'havia restablert en un 26% a Catalunya i un 35% a Espanya.

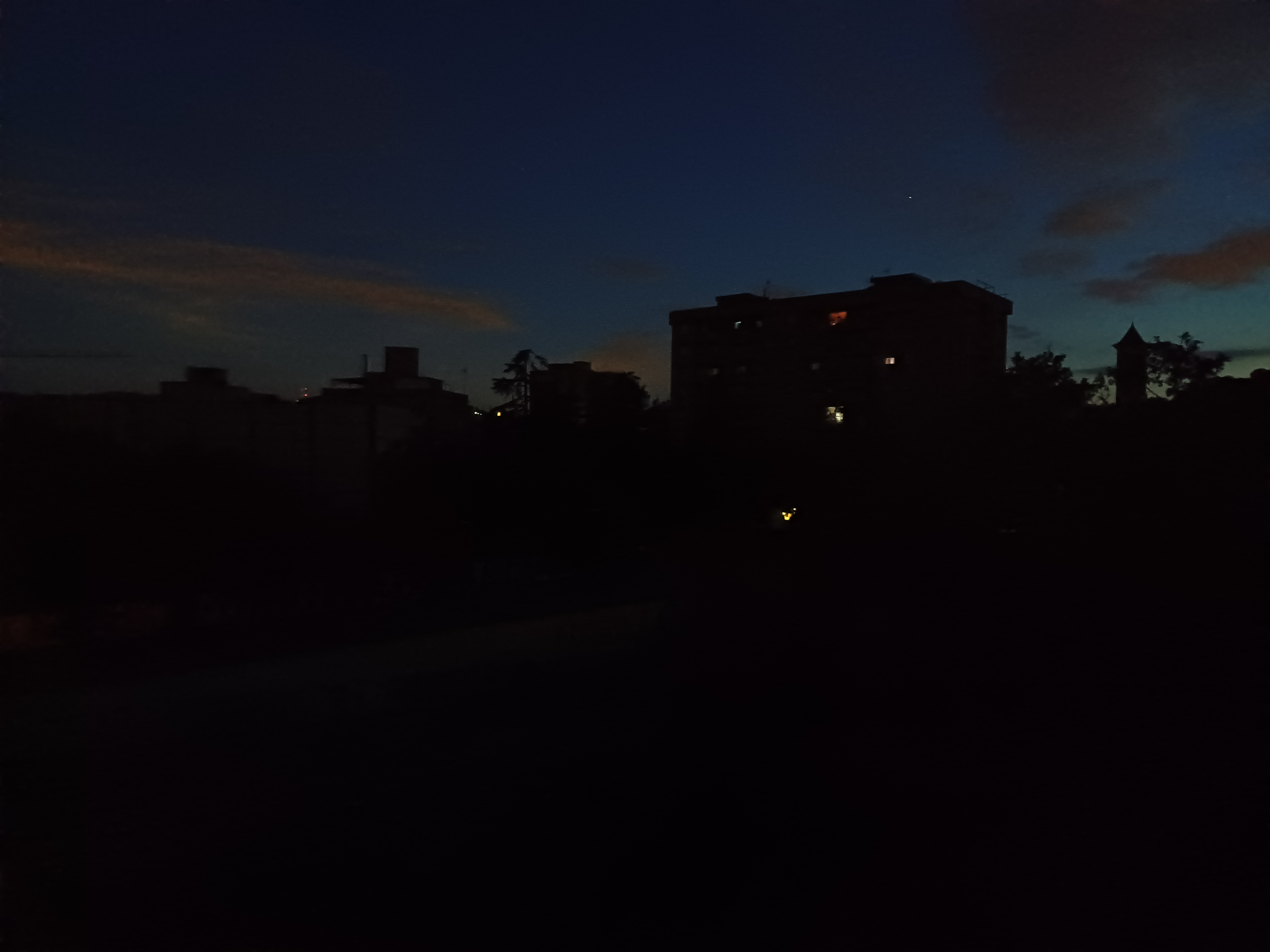
Barcelona, a les fosques al vespre

La recuperació es va fer de manera progressiva, amb connexions a estacions franceses i autorització prèvia d'Endesa a Catalunya, A les 13.30 es va recuperar el servei de la línia elèctrica de 400 kW que uneix Catalunya Nord amb la resta del país, que va injectar 2.000 megawatts addicionals, equivalents a la potència generada per dues centrals nuclears. Red Eléctrica va informar que la recuperació completa trigaria hores i va qualificar l'incident d'«excepcional i extraordinari». Es va prioritzar el restabliment del subministrament elèctric als serveis essencials, com hospitals, i es va recomanar a la població limitar el consum elèctric i la mobilitat. L'electricitat va començar a tornar a Catalunya al voltant de les 14:40, començant parcialment per les comarques de Girona, Osona i el Vallès Oriental i una hora després ho va fer a alguns municipis de l'àrea metropolitana de Barcelona. Al País Valencià la recuperació va començar a les 18:30.
L'electricitat va començar a tornar a Portugal dilluns a les 17:00 a parts d'Abrantes, Sardoal, Golegã, Torres Novas i Mação. A les 17:30, les centrals hidroelèctriques de Tapada do Outeiro i Castelo do Bode s'havien connectat a la xarxa i es va restablir l'electricitat a tota la zona central de Vila Nova de Gaia. A mitjanit, 424 subestacions ja havien estat parcialment connectades donant subministrament al voltant de 6,2 milions de consumidors, d'un total de 6,5 milions de consumidors portuguesos afectats.
A les sis del matí del 29 d'abril s'havia restablert el 99,16% de la demanda elèctrica de tot l'estat espanyol, corresponent a una producció de 21.265 megawatts.
El Govern de l'Estat, a petició del Consell de la Generalitat Valenciana va desescalar a nivell 2 del Pla Territorial d'Emergències, i Protecció Civil de Catalunya va desactivar el pla d'emergències Procicat el 29 d'abril.

### Rodalies, Metro i tramvies
El metro de Barcelona va reiniciar progressivament el servei des de quarts de cinc de la tarda del 28 d'abril, i a les 22.30 l'alcalde Jaume Collboni va anunciar que el servei de metro, gairebé completament restablert, per afavorir la mobilitat estaria operatiu tota la nit, i al vespre, Ferrocarrils de la Generalitat de Catalunya havia restablert totalment el servei de les línies L6, L7, L8 i S1.
Ferrocarrils de la Generalitat Valenciana (FGV) va restablir el funcionament de Metrovalència i el TRAM Metropolità d'Alacant l'endemà, tret de la línia 10, que continuava sense servei, la línia 7, que funcionava només entre Marítim i Alameda.
A primera hora del matí del 29 d'abril, l'Administrador de Infraestructuras Ferroviarias (Adif) va anunciar el restabliment de la major part de la xarxa d'alta velocitat ferroviària i la llarga distància, i alguns serveis de rodalies. Tot i que en un primer moment Renfe va informar del restabliment que operaria amb serveis mínims del 60% en la majoria de les línies de Rodalies de Catalunya, la companyia va anul·lar tot el servei a primera hora del matí, que va quedar restablert en la seva majoria l'endemà.
El 29 d'abril el metro de Madrid va restablir el servei tret de la línia 7.

## Defuncions
Almenys cinc persones van morir per efectes secundaris de l'apagada, tres d'elles per la mala combustió d'un generador a Ourense usat per alimentar un ventilador mecànic, una dona a València dependent d'una màquina d'oxigen electrificada, i una a Madrid en un incendi causat per una espelma.

## Declaracions de Pedro Sánchez
A les 23 h del mateix 28 d'abril, el president espanyol Pedro Sánchez va oferir una roda de premsa on va qualificar l'incident de «dramàtic i sense precedents». Va assegurar que el govern estava treballant de manera coordinada amb les autoritats de Portugal i França per investigar la causa de l'apagada i restablir el subministrament elèctric amb la major rapidesa possible. També va informar que, tot i les dificultats, els serveis essencials com hospitals i forces de seguretat estaven sent prioritzats en la restauració del servei. Sánchez va demanar calma a la ciutadania i va instar la població a seguir les recomanacions de les autoritats per evitar més trastorns. També va confirmar que l'incident no havia estat causat per un atac informàtic, tot i que no es descartaven altres causes tècniques.

## Conseqüències
El ple del Congrés dels Diputats va rebutjar el 22 de juliol, amb 165 vots a favor i 183 en contra, la convalidació del reial decret llei del 24 de juny del tercer Govern de Pedro Sánchez amb mesures per reforçar el sistema elèctric després de l'apagada del 28 d'abril.